# La Garçonne (film, 1936)
Pour les articles homonymes, voir Garçonne.
Pour plus de détails, voir Fiche technique et Distribution.

Affiche du film

La Garçonne est un film français réalisé par Jean de Limur, sorti en 1936.

## Synopsis
Les parents de Monique Lerbier veulent, par intérêt, la contraindre à épouser un homme qu’elle n’aime pas. Elle quitte alors le foyer familial et succombe à toutes les tentations charnelles et plaisirs artificiels qui lui étaient jusque-là inconnus…

## Fiche technique
- Titre : La Garçonne
- Réalisation : Jean de Limur
- Scénario : Albert Dieudonné d’après le roman éponyme de Victor Margueritte (Éditions Flammarion, 1922)
- Adaptation : Marion Fort
- Dialogues : Jacques Natanson
- Musique : Jean Wiener
- Chanson : Quand même, paroles de Louis Poterat et musique de Jean Wiener, interprétée par Édith Piaf
- Photographie : Roger Hubert, Charlie Bauer
- Son : Robert Teisseire
- Montage : Jean Oser
- Décors : Lucien Aguettand
- Tournage :
  - Langue : français
  - Début prises de vue : décembre 1935
- Producteur : Albert Dieudonné
- Société de production : Franco London Films (France)
- Pays d’origine :  France
- Format : noir et blanc — 35 mm — 1.37:1 — son monophonique
- Genre : drame, homosexualité au cinéma
- Durée : 95 minutes
- Date de sortie : France - 21 février 1936

## Distribution
- Marie Bell : Monique Lerbier, une femme qui, après avoir rejeté un mariage d'intérêt, vit une vie dissolue à Paris
- Arletty : Niquette, la maîtresse de Monique qui l'entretient
- Henri Rollan : Régis Boisselot
- Maurice Escande : Lucien Vigneret
- Jaque Catelain : Georges Blanchet
- Pierre Etchepare : Plombino
- Philippe Hersent : Peer Rys
- Jean Worms : Monsieur Lerbier, le père de Monique
- Marcelle Praince : Madame Lerbier, la mère de Monique
- Vanda Gréville : Élisabeth
- Suzy Solidor : Anika
- Édith Piaf : la chanteuse
- Jean Tissier : Monsieur des Souzaies
- Marcelle Géniat : la tante Sylvestre
- Junie Astor : Cléo Richard
- Jane Marken : Claire
- Daniel Lecourtois
- Phụng San : la femme annamite

## Autour du film
- Remake de la première adaptation cinématographique réalisée par Armand Du Plessy, La Garçonne (1923) qui fut frappée par la censure, cette version, comme la suivante réalisée par Jacqueline Audry (La Garçonne sortie en 1957), échappera aux censeurs en évitant de montrer des étreintes féminines pourtant bien sages qui avaient choqué dans les années 1920.
- La chanteuse incarnée par Édith Piaf cherche à séduire Monique (Marie Bell) après avoir chanté  la chanson "Quand même", dont le second couplet, trop explicite, a été omis dans le film :

Mes sens inapaisés,

Cherchant pour se griser,

L'aventure des nuits louches,

Apportez-moi du nouveau.

Le désir crispe ma bouche.

La volupté brûle ma peau…
- Arletty[1] : « C’était avancé, comme idée. Victor Margueritte, l’auteur du roman, avait eu plusieurs procès. J’entretenais Marie Bell, dans le film. Une des dernières fois où nous nous sommes vues, peu de temps avant sa mort, nous avons évoqué ce souvenir. "Je t’entretenais dans La Garçonne, lui ai-je dit, heureusement que ce n’était pas dans la vie, tu m’aurais coûté cher !" Il faut dire que Marie ne devait pas être bon marché ! Et nous avons bien ri ! […] Le film a été un succès grâce au scandale qu’il provoque. Voir des "bonnes femmes" en garçonnes, fumant l’opium… […] Voir des homosexuelles-femmes, à cette époque-là ! »